# Roberto Órdenes
Roberto Daniel Órdenes Contreras (* 5. Januar 1981 in Santiago) ist ein ehemaliger chilenischer Fußballspieler. Der Mittelfeldspieler gewann zwei chilenische Meisterschaften.

## Karriere

### Verein
Roberto Órdenes begann seine Profikarriere 2000 bei Unión Española und wurde 2006 für sechs Monate in die Schweiz an den FC Locarno verliehen, mit dem er den Abstieg aus der Challenge League knapp verhindern konnte. Er kehrte zu Unón Española zurück und wechselte zur Saison 2007 zu Universidad de Concepción. 2009 unterschrieb der Mittelfeldspieler bei Ñublense, kehrte jedoch wieder zu Unión Española zurück. In den Plänen des neuen Trainers José Luis Sierra spielte er jedoch keine Rolle und so lief sein Vertrag Ende 2010 beim Klub spanischer Einwanderer aus. Unión La Calera nahm Órdenes unter Vertrag und der Neuzugang erkämpfte sich einen Stammplatz im Team, nachdem er anfangs vermehrt auf der Bank gesessen hatte. Dadurch kam auch sein Wechsel zu den Santiago Wanderers etwas überraschend. Beim Verein aus der Hafenstadt Valparaíso hatte er anfangs einen Startelfplatz, verlor diesen aber während der Saison und sein auslaufender Vertrag wurde nicht verlängert. 2013 nahm der CD O’Higgins den früheren Jugendnationalspieler unter Vertrag. Mit den Rancagüinos gewann er die Meisterschaft der Apertura 2013/14 und die Supercopa de Chile. Anschließend spielte er in der Copa Libertadores 2014, wo sein Klub als Gruppendritter nicht über die Gruppenphase hinaus kam. Nach einer weiteren Station beim CD Magallanes war Órdenes zwei Jahre inaktiv, unterschrieb noch einmal bei Deportes Melipilla in der Segunda División und beendete nach der Saison 2017 seine Profikarriere.

### Nationalmannschaft
Órdenes nahm mit der U20-Nationalmannschaft 2001 an der Junioren-Weltmeisterschaft teil und absolvierte beim 1:0-Erfolg im dritten Gruppenspiel sein einziges Spiel. Chile schied in der Gruppenphase als Letzter aus. Wenige Tage vor der Abreise zur Weltmeisterschaft nach Argentinien waren acht Spieler der jungen La Roja in einem Bordell vorübergehend verhaftet worden, darunter auch Órdenes. Nach dem Turnier wurden alle betroffenen Spieler für drei internationale Spiele gesperrt.

## Erfolge
Unión Española
- Chilenischer Meister: 2005-A

O’Higgins
- Chilenischer Meister: 2013/14-A
- Chilenischer Supercup-Sieger: 2014